# Solaris Alpino
Solaris Alpino est un modèle d'autobus à plancher bas lancé en 2007 par Solaris Bus & Coach.

## Histoire
Le modèle de bus fait partie de la série Solaris Urbino. Le prototype d'autobus a fait ses débuts dans le Salon Transexpo à Kielce en septembre 2006. La production a commencé au printemps 2007, les producteurs ont concentré la production de bus pour les pays alpins, la Suisse et l'Autriche et pour les grandes villes où il y a des virages serrés et des routes étroites.
Le prototype a été équipé d'un moteur Cummins ISBe4 250B, avec une puissance de 250 ch et avec une transmission automatique Voith Diwa 854.5, le bus peut également être équipé d'une transmission ZF. Le moteur est conforme à la norme normale de Euro 4, grâce à l'utilisation de filtres spéciaux. Le moteur peut être mis à niveau en Euro 5.
Le Solaris Alpino est équipé d'un moteur conforme aux normes d'émission des gaz d'échappement Euro 4. Le bus peut également être fabriqué avec un moteur Euro 5 ou EEV. Il peut aussi également disposer d'un moteur équipé de GNV.
En juillet 2008, la société Solaris Bus & Coach a signé la plus grande commande de son histoire avec la société Athens E.THE.L pour la livraison de 320 bus et non pas 220 Solaris Alpino avec moteurs de la norme Euro 4. La livraison a été effectuée au premier semestre de 2009.

## Modèles
- Alpino 8.6
- Alpino 8.9 LE

## Caractéristiques

### Aménagement

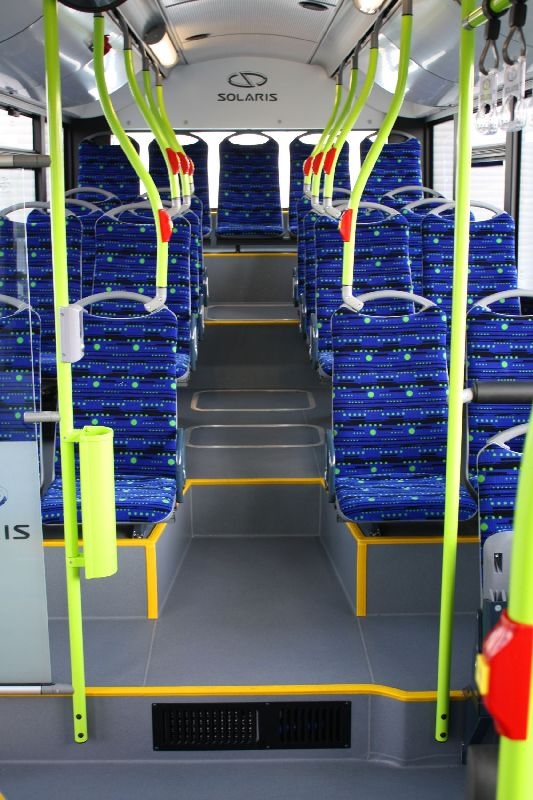
Vue vers l'arrière sur un Alpino 8,9 LE.
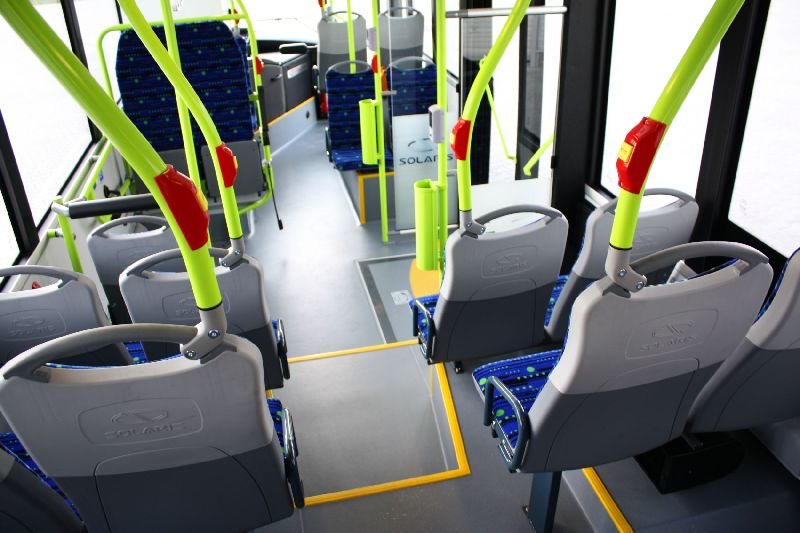
Vue vers l'avant sur un Alpino 8,9 LE.

### Traductions
- (pl) Cet article est partiellement ou en totalité issu de l’article de Wikipédia en polonais intitulé « Solaris Alpino » (voir la liste des auteurs).